# Nayef al-Bakri
Nayef al-Bakri (arabe : نايف البكري), né le 9 mai 1975, est un homme politique yéménite. Il est ministre de la Jeunesse et des Sports depuis le 15 septembre 2015. Il est proche d'Ali Mohsen al-Ahmar.
Il a été précédemment chef de la Résistance populaire et vice-gouverneur d'Aden. Il a été par ailleurs gouverneur d'Aden de juillet à octobre 2015,. Sa nomination est intervenue dans le contexte de la reconquête d'Aden par les loyalistes, lors de la guerre civile yéménite. Jaafar Mohammed Saad lui succède.
Il par ailleurs échappé à un attentat des djihadistes en juillet 2015.